# 미행 (영화)
《미행》(영어: Following)은 1998년 공개된 영국의 영화이다.

## 출연

### 주연
- 제레미 데오발드

### 조연
- 루시 러셀
- 존 놀란
- 폴 메이슨
- 매튜 존스
- 데이빗 줄리안
- 데이빗 로이드
- 엠마 토머스